# Moniteur d'activité physique

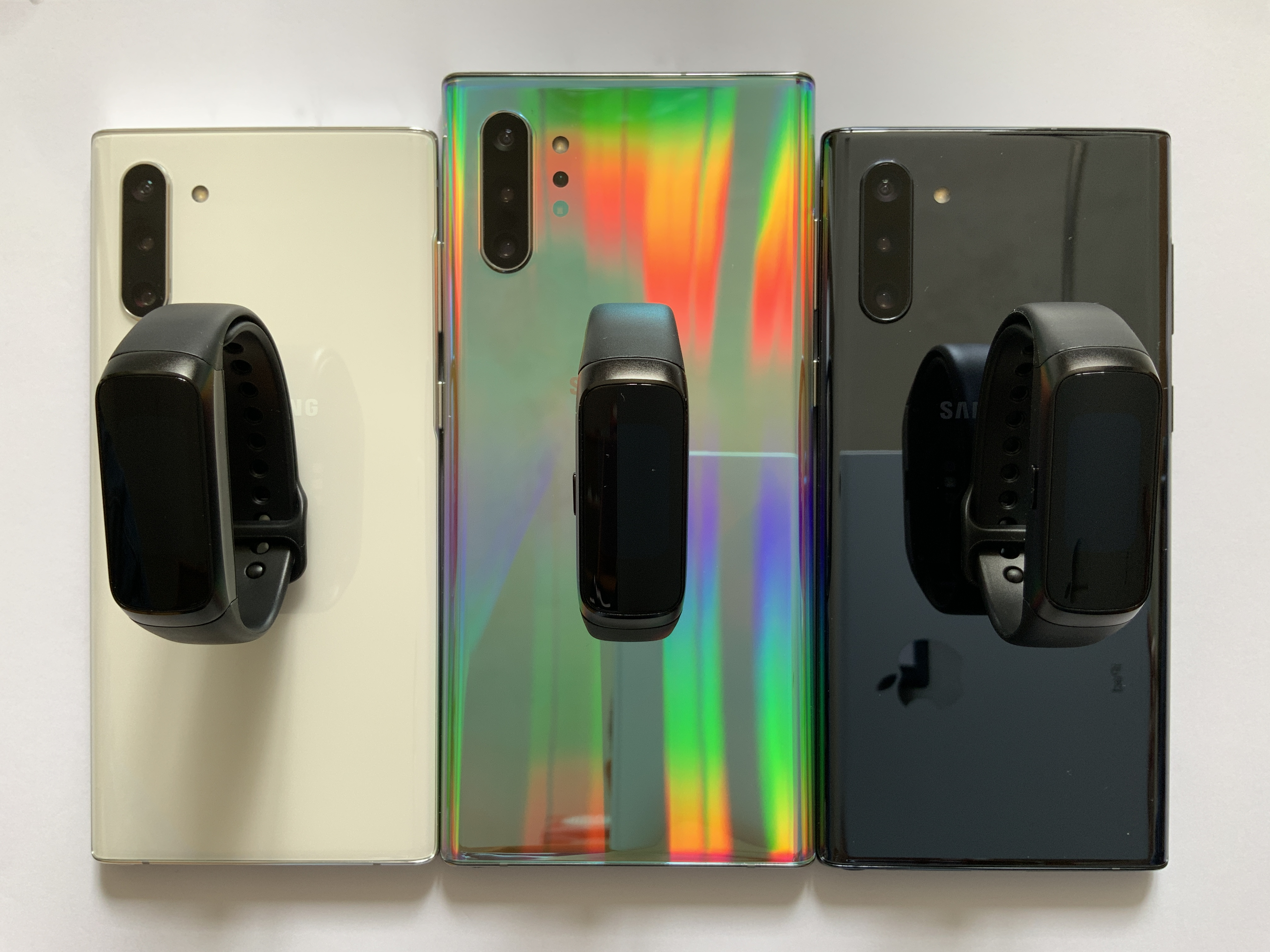
Des bracelets connectés Samsung Galaxy Fit.

Un moniteur d'activité physique, aussi appelé bracelet connecté ou traqueur d'activité (en anglais, activity tracker) est un appareil électronique ou une application qui permet de mesurer l'intensité et la quantité d'activité physique effectuée par un individu tels que la distance marchée ou courue, la consommation et la dépense de calories, et dans certains cas le rythme cardiaque et la qualité du sommeil. Le but du moniteur est d'augmenter la motivation de son utilisateur et de lui permettre d'améliorer ses performances.
Le terme est maintenant utilisé principalement pour désigner des appareils électroniques de surveillance dédiés qui sont synchronisés, dans de nombreux cas sans fil, à un ordinateur ou à un téléphone intelligent pour le suivi des données à long terme. Il s'agit alors d'un exemple de technologie portable et d'objet connecté.
Le terme est aussi utilisé pour désigner des applications sur téléphones intelligents et des applications Facebook.
En 2017, selon une enquête internationale lancée par Mozilla (189 770 répondeurs), c'est aux États-Unis que ces objets sont proportionnellement les plus répandus (chez les personnes ayant répondu à ce sondage aux Etats-Unis, les traqueurs y constituaient 22% des objets connectés, contre 12 % en moyenne globale).

## Fonctions
Un entraîneur électronique ou d'autres types de traqueurs d'activité (éventuellement dotés d'un algorithme d’apprentissage) peuvent mesurer les pas (comme un podomètre), les mouvements (via un accéléromètre) et durant la nuit, les battements du cœur et bien d’autres éléments. Ils aident l'utilisateur à atteindre les 10 000 pas quotidiens recommandés par l'Organisation mondiale de la santé (OMS).
Ils utilisent divers moyens d'informer son utilisateur et de changer son comportement, en entretenant sa motivation ; ces moyens sont par exemple des notifications d'inactivité, des récompenses, des réveils, des défis entre amis, des  conseils, et des bilans et graphiques mensuels d'activités... pour changer son comportement vis-à-vis de l'activité,.
Certains dispositifs ont de possibles usages paramédicaux, par exemple :
- en évaluant la qualité du sommeil (via une analyse des mouvements du dormeur) ;
- en suivant l'arythmie cardiaque pour mieux la gérer[7] ;
- en facilitant l'auto-suivi de l'alimentation et/ou  du poids pour aider l'utilisateur à atteindre ses objectifs[4], au service de diabétiques par exemple[8], par exemple dans un programme de lutte contre l'obésité ou de santé en période post-ménopause[9].
- en facilitant le suivi de l'activité physique de personnes en maison de retraite ou maison de santé[10]

## Histoire
Aujourd'hui, le terme moniteur d'activité physique se réfère principalement à des dispositifs portables qui mesurent l'intensité et la quantité d'activité physique effectuée par un individu. Le concept est né de journaux écrits qui ont conduit à des journaux informatiques de type tableur dans lesquels les entrées étaient faites manuellement, comme les journaux proposés aux États-Unis par le Conseil du Président sur la condition physique et les sports (President's Council on Physical Fitness and Sports (en))  dans le cadre du Défi du Président (The President's Challenge (en)).
Des améliorations technologiques à la fin du 20e et début du 21e siècle ont permis d'automatiser le suivi et l'enregistrement des activités physiques et de les intégrer dans des équipements portables. Les premiers exemples comprennent des ordinateurs de vélo de la taille d'une montre-bracelet, disponibles depuis au moins le début des années 1990,  qui enregistrent la vitesse, la durée, la distance parcourue, etc. Des moniteurs de fréquence cardiaque portables étaient disponibles pour les athlètes en 1981. Des moniteurs d'activité portables, y compris des moniteurs sans fil de surveillance du rythme cardiaque intégrés à des équipements de mise en forme, étaient disponibles pour le grand public au début des années 2000.
Les moniteur d'activité physique électroniques sont fondamentalement des versions améliorées de podomètres ; en plus de compter les pas, ils utilisent des accéléromètres, des altimètres et divers autres senseurs pour calculer la distance parcourue, faire des graphiques de l'activité physique globale, calculer la dépense calorique, et dans certains cas, surveiller et le rythme cardiaque et la qualité du sommeil,,.
Certains modèles plus récents s'approchent de la définition américaine d'un moniteur médical de classe II, et certains fabricants espèrent les rendre capables de détecter des problèmes médicaux.
Les premiers moniteurs tels que le Fitbit original (2009), étaient portés accrochés à la taille. Par la suite, les formats des moniteurs se sont diversifiés pour inclure des bracelets, des brassards et les petits appareils qui peuvent être accrochés n'importe où. Apple et Nike ont développé le Nike+iPod, une chaussure équipée d'un capteur qui fonctionne avec un iPod Nano.
En outre, des applications de suivi d'activité physique existent pour les téléphones intelligents et Facebook. Le système Nike+ fonctionne maintenant sans le capteur de la chaussure, en utilisant le GPS d'un téléphone intelligent. La montre Apple et d'autres montres intelligentes offrent des fonctions semblables.
Aux États-Unis, BodyMedia (en) a développé un moniteur jetable qui est porté pendant une semaine et qui vise à informer des prestataires de soins, des compagnies d'assurance ou des employeurs de la condition physique de leurs clients ou de leurs employés.
La compagnie Jawbone, à travers son produit UP for Groups , regroupe et anonymise les données recueillies par les moniteurs des employés d'une compagnie pour permettre la compagnie de connaître la condition physique de ses employés tout en préservant la confidentialité des résultats. D'autres moniteurs d'activité sont spécialisés dans la surveillance des signes vitaux des personnes âgées, des épileptiques ou des personnes souffrant de troubles du sommeil et alertent un soignant lorsqu'ils détectent un problème.
Les oreillettes et casques d'écoute sont de meilleurs outils pour mesurer certaines données, y compris la température de base du corps. La compagnie Valencell (en) a développé des capteurs qui prennent leurs lectures dans l'oreille plutôt qu'au poignet, sur le bras, ou à la taille.
Il existe même des moniteurs d'activité montés sur des colliers de chien,,.
Une grande partie de l'attrait des moniteurs d'activité et ce qui les rend très efficaces pour améliorer la forme personnelle vient de ce qu'ils transforment l'activité physique en jeu, et de la dimension sociale du partage des résultats via les réseaux sociaux et de la rivalité qui en résulte,,,. Le dispositif peut alors servir comme un moyen d'identification à une communauté.

## Utilisation dans le domaine de la santé
Plusieurs études ont analysé l'impact des moniteurs d'activité physique sur la perte de poids. Dans son référentiel de bonnes pratiques sur les applications et les objets connectés en santé, la Hauté Autorité de Santé cite plusieurs études. Dès 2012, une étude de l'University d'Illinois analyse les critères de qualité des applications mobiles et des moniteurs d'activités efficaces pour inciter à accroître l'activité physique. En 2013 et 2014, plusieurs études mettent en avant l’intérêt des applications mobiles couplées à un moniteur d'activité physique pour la perte de poids, ou dans le cadre de recommandation pour lutter contre l'obésité pédiatrique. 
En 2014, une étude réalisée par des chercheurs espagnols caractérise les applications et les moniteurs d'activité qui ont le meilleur impact : "définir des profils d’activités physiques, mise en place d’objectifs, feedback en temps réel, réseau de soutien et consultation d’experts en ligne". 
Une étude de 2015, publiée dans le American Journal of Epidemiology conclut que l'utilisation d'un téléphone mobile et d'un moniteur d'activité physique est un outil utile pour favoriser la perte de poids chez les adultes en surpoids et obèses. Dans cette étude l'Indice de masse corporelle et le poids (−1,44 kg avec un IC95 % : −2,12 à −0,76) sont améliorés. 
En 2016, une équipe de chercheurs de l'Université de Pittsburgh compare l'efficacité du suivi avec un simple site web et avec un moniteur d'activité physique portable. Les deux groupes présentent des améliorations significatives de la composition corporelle et de l'activité physique et de l'alimentation mais sans différence significative entre les groupes.